# Arrondissement Le Vigan
Arrondissement Le Vigan (fr. Arrondissement du Vigan) je správní územní jednotka ležící v departementu Gard a regionu Languedoc-Roussillon ve Francii. Člení se dále na 10 kantonů a 75 obcí.

## Kantony
- Alzon
- Lasalle
- Le Vigan
- Quissac
- Saint-André-de-Valborgne
- Saint-Hippolyte-du-Fort
- Sauve
- Sumène
- Trèves
- Valleraugue